# Паланга
Паланга (литв. Palanga, рус. Паланга, пољ. Połąga) је град у Литванији, у северозападном делу земље. Паланга чини самосталну општину у оквиру округа Клајпеда.
Град Паланга се налази на Балтичком мору, северно од највеће литванске поморске руке, града Клајпеде. То је и најпознатије приморско летовалиште у целој Литванији.
Према последњем попису из 2001. године у Паланги је живело 17.600 становника.

## Галерија слика
- Главна римокатоличка црква
- Музеј ћилибара
- Градски мол
- Улица Басановичијус, главни корзо